# Malthinus stemmleri
Malthinus stemmleri es una especie de coleóptero de la familia Cantharidae.

## Distribución geográfica
Habita en Bután.